# غارات الألف قاذفة
تم استخدام مصطلح «آلاف غارات القاذفات» لوصف ثلاث غارات ليلية، للقصف، من قبل سلاح الجو الملكي، ضد المدن الألمانية، في صيف عام 1942 خلال الحرب العالمية الثانية. 
كان المصطلح عبارة عن جهاز دعائي، حيث تضمن، آرثر هاريس، القاذفات القليلة، الثقيلة، الحديثة، ذات الأربعة محركات، والتي كانت تعمل حاليًا. ولكن في الغالب قاذفات القنابل «المتوسطة»، ذات المحركين، في حقبة الثلاثينيات، والعديد من القاذفات الصغيرة، غير المناسبة، وأطقم الطائرات المتدربة، في غارات، تجمع قوة 1000 طائرة قاذفة، كدليل على القوة المتنامية، لسلاح الجو الملكي. في وقت لاحق، ركزت غارات سلاح الجو الملكي البريطاني، على الفعالية بدلاً من العدد الهائل، مع تجميع 400-700 قاذفة قنابل بأربعة محركات معا بغارة واحدة، ولكن لم يص العدد إلى 1000.
- 30-31 مايو 1942: أول غارة ألف قاذفة («عملية الألفية») على كولونيا. وشهد ذلك أول استخدام لـ «تيار القاذفة» لإرباك رادار العدو، ودفاعاته عن طريق الطيران في تشكيل كثيف طويل
- 1-2 يونيو 1942: الغارة الثانية من قاذفات القنابل على إسن.
- 25–26 يونيو 1942: الغارة الثالثة من قاذفات القنابل، على بريمن.